# Línea F3 (AUVASA)
La línea F3 de AUVASA sale del barrio vallisoltano de Las Flores, pasa por el centro de la ciudad y se dirige hacia el Estadio José Zorrilla. Solo circula en días en los que el Real Valladolid juega partidos en casa.

## Frecuencias
| DÍA             | LUGAR DE SALIDA       | HORARIO                                 |
| --------------- | --------------------- | --------------------------------------- |
| Días de partido | Las Flores            | Una hora antes del comienzo del partido |
| Días de partido | Estadio José Zorrilla | Al finalizar el partido                 |

## Paradas
Nota: Al pinchar sobre los enlaces de las distintas paradas se muestra cuanto tiempo queda para que pase el autobús por esa parada.
| Hacia Estadio Zorrilla                                  | Correspondencia con líneas:      |
| ------------------------------------------------------- | -------------------------------- |
| C/ Azucena 18 esq. Dalia                                | 3 B3                             |
| C/ Azalea esq. Flor de Acebo                            | 3 B3                             |
| C/ Santa María de la Cabeza fte. 9                      | 3 B3                             |
| C/ Santa María de la Cabeza fte. 39                     | 3 B3                             |
| C/ Villabáñez 131 esq. Cº Viejo del Polvorín            | 3                                |
| C/ Villabáñez 55 esq. Golondrina                        | 3                                |
| Pº Juan Carlos I esq. Abejaruco                         | 3                                |
| C/ Puente la Reina 67                                   | 3                                |
| C/ Templarios 6 esq. Puente la Reina                    | 3                                |
| C/ Cigüeña 41 esq. Villabáñez                           | 3 C2 B3                          |
| C/ Cigüeña 21 esq. Tórtola                              | 3 18 C2 B5                       |
| C/ Cigüeña 1 esq. Pº San Isidro                         | 3 18 C2 B5                       |
| Pza. Circular 7 esq. Industrias                         | 3 17 18 19 B2 B5 F2              |
| C/ Nicolás Salmerón 19 esq. Labradores                  | 3 18 19 B2 B5 F2                 |
| Pza. Caño Argales                                       | 3 6 9 13 14 18 19 B2 B5          |
| Pza. Madrid 2                                           | 3 6 9 B2                         |
| C/ Doctrinos 12 esq. María de Molina                    | 3 4 5 6 8 24 B2 B3 F4 F5         |
| Avda. Miguel Ángel Blanco 2 fte. Pza. del Milenio       | 3 6 8 B2 B3 F4 F5                |
| C/ Joaquín Velasco Martín 20 esq. Francesco Scrimieri   | 8 B3 F5                          |
| C/ Joaquín Velasco Martín 54 fte. Polid. Huerta del Rey | 8 B3 F5                          |
| Avda. Mundial 82 Estadio José Zorrilla                  | F1 F2 F4 F5 F6                   |
| Hacia Las Flores                                        |                                  |
| Avda. Mundial 82 Estadio José Zorrilla                  | F1 F2 F4 F5 F6                   |
| C/ Joaquín Velasco Martín 9 Polid. Huerta del Rey       | 8 B3 F5                          |
| C/ Joaquín Velasco Martín 3 Col. La Inmaculada          | 3 6 8 B3 F4 F5                   |
| C/ Joaquín Velasco Martín 1 esq. Gloria Fuertes         | 3 8 B3 F2 F4 F5 F6               |
| Pza. Poniente fte. Jorge Guillén                        | 1 3 4 6 8 24 B2 B3 B4 F4         |
| Pza. Fuente Dorada                                      | 1 2 3 4 6 8 24 B2 B3 B4 B5 F4 F5 |
| C/ López Gómez 13 esq. Fray Luis de León                | 3 4 6 24 B2 B5 F4                |
| C/ Panaderos 2 esq. Pza. España                         | 3 6 9 24 F4                      |
| Pza. Cruz Verde 5                                       | 3 18 19 B5                       |
| Pza. Circular 11 igl. Corazón de María                  | 3 17 18 19 B2 B5 F2              |
| C/ Cigüeña 4 igl. San Isidro                            | 3 18 C1 B5                       |
| C/ Cigüeña 14                                           | 3 18 C1 B5                       |
| C/ Cigüeña 40 esq. Villabáñez                           | 3                                |
| C/ Templarios 3 esq. Puente la Reina                    | 3                                |
| Pº Juan Carlos I 109                                    | 3                                |
| Cº Viejo del Polvorín 12                                | 3                                |
| Cº Viejo del Polvorín esq. Villabáñez                   | 3                                |
| C/ Santa María de la Cabeza 37                          | 3 B3                             |
| C/ Santa María de la Cabeza 9                           | 3 B3                             |
| C/ Azalea esq. Alhelí                                   | 3 B3                             |
| C/ Azucena 18 esq. Dalia                                | 3 B3                             |